# Magdalena Koll
Magda Koll (geboren 22. Mai 1879 in Hamburg; Geburtsname Magdalena Koll; gestorben 11. Februar 1962 in Bremen) war eine deutsche Werbegrafikerin, Schrift- und Plakatgestalterin.

## Leben und Werk

### Ausbildung, berufliche Anfänge
Über Magda Kolls Kindheit und Jugend ist nichts bekannt. Sie begann ihre künstlerische Ausbildung 1898 in Hamburg, wo sie zunächst als Portraitmalerin arbeitete. Aufgrund ausbleibender Aufträge wechselte sie zur angewandten Grafik, um ihren Lebensunterhalt zu sichern. 1900 zog sie auf Anraten von Alfred Lichtwark nach Berlin, um in der Steglitzer Werkstatt bei Fritz Helmut Ehmcke als Schülerin zu lernen. Zu ihren ersten Aufträgen gehörte die Gestaltung eines Gildezeichens für die Gießerei Klingspor. 1903 ging sie nach München und konnte an ihre Studienzeit bei Angelo Jank und Julius Diez anschließen. Weiter lernte sie auch an der Künstlerinnen-Akademie bei Anna Simons. 1911 kehrte Koll vermutlich wegen des Todes ihres Vaters nach Hamburg zurück und blieb dort zwei Jahre.
Im Jahr 1912 beteiligte sie sich mit dem Scherenschnitt Zug des Lebens an einer Silhouetten-Ausstellung in Berlin. Sie begann ab 1913 als Reklamezeichnerin für Fritz Helmuth Ehmcke und diverse Firmen zu arbeiten. 1914 nahm sie an der Internationalen Ausstellung für Buchgewerbe und Graphik (BUGRA) teil und war dort in der Abteilung Reklame mit einem Plakat vertreten. Auf dem Reklame-Wettbewerb für das „Haus der Frau“ auf der Kölner Werkbund-Ausstellung gewann sie 1914 den dritten Preis der Firma J. C. König & Eberhardt sowie einen Preis der Firma Spindler für ihre Plakatentwürfe.
Vor dem Ersten Weltkrieg zog Magdalena Koll nach Bremen. Dort arbeitete sie als Reklamezeichnerin und entwarf Plakate, welche auf Reklameflächen und Litfaßsäulen, an Theatern und öffentlichen Gebäuden präsentiert wurden und so das Stadtbild prägten. Außerdem arbeitete sie über einen Zeitraum von mehreren Monaten an Aufträgen für die Hansa-Lloyd-Werke in Varel in Oldenburg.

### Tätigkeit während des Ersten Weltkriegs
Während des Ersten Weltkriegs gestaltete Magda Koll in Bremen verschiedene Plakate für das Rote Kreuz und erhielt mehrere Preise der Künstler-Kriegshilfe. Es ergaben sich weitere Aufträge und sie erweiterte ihre Reichweite als Plakatkünstlerin. Die Zeitschrift Das Plakat listete 1917 mehrere Plakate von Koll: „6. Kriegsanleihe“, „Bremer Societätsheime“ und „Bremer Buchwoche“ (alle veröffentlicht in Das Plakat. Sept./Nov. 1917, S. 273 ff.).

### Weitere Karriere und Anerkennung
Im Jahr 1918 war sie in München weiter für Ehmcke tätig. Durch ein Stipendium konnte sie erneut die Schriftschule von Anna Simons besuchen. Bis 1921 war sie Assistentin an der Kunstgewerbeschule in München.
Ab 1919 war sie Mitglied des Deutschen Werkbundes. Sie kehrte 1924 nach Bremen zurück und arbeitete dort als freie Grafikerin und Lehrerin weiter. In den 1930er Jahren richtete sie ihr Atelier in einem alten Bürgerhaus in der Schwachhauser Heerstraße ein. Außerdem war sie seit 1934 als GEDOK-Künstlerin in diversen Ausstellungen vertreten. Darunter mit Vorsatzpapieren, Exlibris und künstlerischen Schriften, welche in der Ausstellung „Die Buchkunst der Deutschen Frau“ im Focke-Museum gezeigt wurden. So wurde sie in der Parteiamtlichen Tageszeitung der Nationalsozialisten Bremens auch als „Bremens beste Schriftkünstlerin“ bezeichnet. In jener Zeit gestaltete sie auch Kinder-Bilderbücher und Tapeten für Kinder. Über Magda Kolls politische Haltung und Position zur NSDAP ist nichts genaueres bekannt.
Magdalena Koll wurde 1953 Mitglied in der „Bremer Sezession“ und arbeitete bis ins hohe Alter als Grafikerin weiter. Heute befindet sich ein Plakat von ihr in der Sammlung des Kunstmuseum Krefeld.